# Museo estatal de Hesse
El Museo estatal de Hesse (en alemán, Hessisches Landesmuseum) es un museo multidisciplinar en Darmstadt, Alemania.
El museo destaca en sus colecciones de historia natural, por ejemplo fósiles del cercano sitio de Messel y un mastodonte americano histórico adquirido por el naturalista de Darmstadt Johann Jakob Kaup